# Sport in 2005
Dit artikel is een samenvatting van de belangrijkste sportfeiten uit het jaar 2005.

## Atletiek
- 100 meter voor mannen - Asafa Powell uit Jamaica loopt een nieuw wereldrecord van 9,77 in Athene op 14 juni.
- Wereldkampioenschappen atletiek 2005

## Autosport
- Formule 1 - Gewonnen door Fernando Alonso
- Indianapolis 500 in 2004
- Wereldkampioenschap rally in 2004

## Handbal
- Wereldkampioenschap mannen

 Spanje
- Wereldkampioenschap vrouwen

 Rusland

## Hockey
- World Hockey Player of the Year

Mannen:  Teun de Nooijer
Vrouwen:  Luciana Aymar

## Judo
Nederlandse kampioenschappen
Mannen
– 60 kg — Leon Borgsteede
– 66 kg — Dex Elmont
– 73 kg — Bryan van Dijk
– 81 kg — Guillaume Elmont
– 90 kg — Mark Huizinga
–100kg — Danny Meeuwsen
+100kg — Grim Vuijsters
Vrouwen
–48 kg — Maureen Groefsema
–52 kg — Shareen Richardson
–57 kg — Silvia Winters
–63 kg — Daniëlle Vriezema
–70 kg — Edith Bosch
–78 kg — Claudia Zwiers
+78 kg — Carola Uilenhoed

## Motorcross
- Motorcross

MX1
Coureurs:  Stefan Everts
Constructeur:  Yamaha
MX2
Coureurs:  Antonio Cairoli
Constructeur:  Yamaha
MX3
Coureurs:  Sven Breugelmans
Constructeur:  KTM
Motorcross der Naties
- Land + coureurs:  Verenigde Staten (Ricky Carmichael, Ivan Tedesco, Kevin Windham)

## Schaatsen
- EK Allround heren - Jochem Uytdehaage
- EK Allround dames - Anni Friesinger
- WK Allround heren - Shani Davis
- WK Allround dames - Anni Friesinger
- WK Sprint heren - Erben Wennemars
- WK Sprint dames - Jennifer Rodriguez

## Snooker
- Welsh Open: Ronnie O'Sullivan verslaat Stephen Hendry 9-8
- Malta Cup: Stephen Hendry verslaat Graeme Dott 9-7
- Rileys Club Masters: Ronnie O'Sullivan verslaat John Higgins 10-3
- Irish Masters: Ronnie O'Sullivan verslaat Matthew Stevens 10-8
- China Open: Ding Junhui verslaat Stephen Hendry 9-5
- World Championship: Shaun Murphy verslaat Matthew Stevens 18-16
- Northern Ireland Trophy: Matthew Stevens verslaat Stephen Hendry 9-7
- Grand Prix: John Higgins verslaat Ronnie O'Sullivan 9-2

## Tennis
- Australian Open
  - Mannen enkel - Marat Safin verslaat Lleyton Hewitt 1-6 6-3 6-4 6-4.
  - Vrouwen enkel - Serena Williams verslaat Lindsay Davenport 2-6 6-3 6-0.
- Frans Open
  - Mannen enkel - Rafael Nadal verslaat Mariano Puerta 6-7, 6-3, 6-1, 7-5.
  - Vrouwen enkel - Justine Henin-Hardenne verslaat Mary Pierce 6-1, 6-1.
- Wimbledon
  - Mannen enkel - Roger Federer verslaat Andy Roddick 6-2, 7-6, 6-4.
  - Vrouwen enkel - Venus Williams verslaat Lindsay Davenport 4-6, 7-6, 9-7.
- US Open
  - Mannen enkel - Roger Federer verslaat Andre Agassi 6-3, 2-6, 7-6 (1), 6-1.
  - Vrouwen enkel - Kim Clijsters verslaat Mary Pierce 6-3, 6-1.

## Triatlon
Wereldkampioenschappen
- Mannen

 Peter Robertson ( AUS)
 Reto Hug ( SUI)
 Brad Kahlefeldt ( AUS)
- Vrouwen

 Emma Snowsill ( AUS)
 Annabel Luxford ( AUS)
 Laura Bennett ( USA)

## Voetbal
- Omkoopschandaal met de Duitse scheidsrechter Robert Hoyzer.
- Omkoopschandaal met Belgische eersteklasseploegen en de Chinese zakenman Zheyun Ye.
- 18 mei: UEFA Cup finale - CSKA Moskou verslaat Sporting Lissabon met 3-1 in Lissabon.
- 21 mei: FA Cup Finale - Arsenal verslaat Manchester United met 5-4 na strafschoppen.
- 25 mei: UEFA Champions League finale - Liverpool verslaat AC Milan met 3-2 na strafschoppen in Istanboel.

### Nationale kampioenschappen
- België:
  - Jupiler League - Club Brugge
  - Beker van België - Germinal Beerschot
- Engeland:
  - Premiership en League Cup - Chelsea
  - FA Cup - Arsenal
- Frankrijk:
  - Ligue 1 - Lyon
  - Coupe de France - Auxerre
  - Coupe de la Ligue - Straatsburg
- Duitsland:
  - Bundesliga en Beker van Duitsland - Bayern München
- Italië:
  - Serie A - Juventus
  - Italian Cup - Internazionale Milano F.C.
- Nederland:
  - Eredivisie - PSV
  - Eerste divisie - Heracles Almelo
  - KNVB beker - PSV
- Spanje:
  - La Liga - Barcelona
  - Copa del Rey - Real Betis

## Wielersport
- Ronde van Italië - Maglia rosa (winnaar): Paolo Savoldelli (Italië)
- Ronde van Frankrijk
  - Gele trui (winnaar): geen winnaar
  - Bergkoning: Michael Rasmussen (Denemarken)
  - Punten: Thor Hushovd (Noorwegen)
  - Team: T-Mobile
- Ronde van Spanje
  - Winnaar: Denis Mensjov (Rusland)
- Wereldkampioenschap wielrennen in Madrid, Spanje
  - Op de Weg: Tom Boonen (België)
  - Tijdrijden: Michael Rogers (Australië)
- Wereldkampioenschap tijdrijden (baan): Theo Bos (Nederland)
- Wereldbeker veldrijden 2004-2005: Sven Nys (België)

## Overleden
- 2 januari – Arnold Denker (90), Amerikaans schaker
- 10 januari – José Manuel Pérez (41), Spaans motorcoureur, overleden tijdens de rally van Dakar
- 11 januari – Fabrizio Meoni (47), Italiaans motorcoureur, overleden tijdens de rally van Dakar
- 25 januari – Nettie Witziers-Timmer (81), Nederlands atlete
- 2 februari – Max Schmeling (99), Duits zwaargewichtbokser
- 6 februari – Adu Celso Santos (59), Braziliaans motorcoureur
- 8 februari – Gaston Rahier (58), Belgisch ex-wereldkampioen motorcross en voormalig winnaar van de rally Parijs-Dakar
- 12 februari – Maurice Trintignant (87), Frans autocoureur
- 12 februari – Rob Punt (47), Nederlands motorcoureur
- 13 februari – Maurice Trintignant, 87, Frans autocoureur
- 3 maart – Rinus Michels (77), Nederlands voetballer en voetbaltrainer
- 15 maart – Bert Pronk (54), Nederlands wielrenner
- 3 april – Jef Eygel (72), Belgisch basketballer
- 6 april – Gerard Peters (84), Nederlands weg- en baanwielrenner
- 11 april – Lucien Laurent, 97, Frans voetballer
- 18 april – Norberto Höfling (80), Roemeens voetballer en voetbaltrainer
- 30 april – Wim Esajas (70), Surinaams atleet
- 2 mei – Theo Middelkamp (91), Nederlands wielrenner
- 4 mei – Ignace van Swieten (62), Nederlands voetbalscheidsrechter
- 20 mei – Toon Brusselers (71), Nederlands voetballer
- 25 mei – Krzysztof Nowak (29), Pools voetballer
- 29 mei – Gé van Dijk (81), Nederlands voetballer
- 15 juni – Alessio Galletti (37), Italiaanse wielrenner
- 9 juli – Jevgeni Grisjin (74), Russisch schaatser
- 14 juli – Tilly Fleischer (93), Duits atlete
- 17 juli – Rie Vierdag (99), Nederlands zwemster
- 18 juli – Amy Gillett (29), Australisch roeister en wielrenster
- 4 september – Alan Truscott (80), Engels bridgespeler
- 18 september – Luciano van den Berg (21), Nederlands voetballer
- 11 oktober – Cor Veldhoen (66), Nederlands voetballer
- 21 oktober – Bernard Schnieders (47), Nederlands motorsporter
- 25 november – George Best (59), Noord-Iers voetballer
- 25 november – Richard Burns (34), Brits rallypiloot, wereldkampioen in 2001
- 29 november – David di Tommaso (26), Frans voetballer
- 29 november – Ben Tijnagel (41), Nederlands ijshockeyer
- 6 december – Charly Gaul (72), Luxemburgs wielrenner
- 8 december – Jacques Hogewoning (80), Nederlands sportbestuurder
- 20 december – Loek Biesbrouck (84), Nederlands voetballer en voormalig international

## Sporter van het jaar
België
- Sportman: Tom Boonen
- Sportvrouw: Kim Clijsters
- Sportploeg: Nationale beloftenploeg voetbal
- Sportpersoonlijkheid: Tom Boonen

Nederland
- Sportman: Yuri van Gelder
- Sportvrouw: Edith van Dijk
- Sportploeg: Lobke Berkhout/Marcelien de Koning (zeilen)
- Gehandicapte sporter: Esther Vergeer
- Coach: Guus Hiddink
- Talent: Thomas Dekker

Europa
- Sportman:  Roger Federer
- Sportvrouw:  Jelena Isinbajeva

Mondiaal
- Sportman:  Roger Federer
- Sportvrouw:  Kelly Holmes
- Sportploeg:  Grieks voetbalelftal
- Gehandicapte sporter:  Chantal Petitclerc
- Nieuwkomer:  Liu Xiang
- Alternatieve sporter:  Ellen MacArthur
- Comeback:  Alessandro Zanardi

1965 · 1966 · 1967 · 1968 · 1969 · 1970 · 1971 · 1972 ·1973 · 1974 · 1975 · 1976 · 1977 · 1978 · 1979 · 1980 · 1981 · 1982 · 1983 · 1984 · 1985 · 1986 · 1987 · 1988 · 1989 · 1990 · 1991 · 1992 · 1993 · 1994 · 1995 · 1996 · 1997 · 1998 · 1999 · 2000 · 2001 · 2002 · 2003 · 2004 · 2005 · 2006 · 2007 · 2008 · 2009 · 2010 · 2011 · 2012 · 2013 · 2014 · 2015 · 2016 · 2017 · 2018 · 2019 · 2020 · 2021 · 2022 · 2023 · 2024 · 2025